# Paris Masters 2024
Il Paris Masters 2024, ufficialmente Rolex Paris Masters 2024 per motivi di sponsorizzazione, è stato un torneo di tennis professionistico giocato sul cemento indoor. È stata la 52ª edizione del torneo facente parte della categoria ATP Tour Masters 1000 nell'ambito dell'ATP Tour 2024. Il torneo si è giocato alla Accor Arena di Parigi, in Francia, dal 28 ottobre al 3 novembre 2024.

## Partecipanti al singolare

### Teste di serie
| Nazionalità | Giocatore          | Ranking* | Testa di serie |
| ----------- | ------------------ | -------- | -------------- |
| Italia      | Jannik Sinner      | 1        | 1              |
| Spagna      | Carlos Alcaraz     | 2        | 2              |
| Germania    | Alexander Zverev   | 3        | 3              |
|             | Daniil Medvedev    | 5        | 4              |
| Stati Uniti | Taylor Fritz       | 6        | 5              |
|             | Andrej Rublëv      | 7        | 6              |
| Norvegia    | Casper Ruud        | 8        | 7              |
| Bulgaria    | Grigor Dimitrov    | 9        | 8              |
| Australia   | Alex de Minaur     | 10       | 9              |
| Grecia      | Stefanos Tsitsipas | 11       | 10             |
| Stati Uniti | Tommy Paul         | 12       | 11             |
| Polonia     | Hubert Hurkacz     | 14       | 12             |
| Danimarca   | Holger Rune        | 13       | 13             |
| Stati Uniti | Frances Tiafoe     | 17       | 14             |
| Francia     | Ugo Humbert        | 18       | 15             |
| Italia      | Lorenzo Musetti    | 16       | 16             |

* Ranking al 28 ottobre 2024.

#### Altri partecipanti
I seguenti giocatori hanno ricevuto una wildcard per il tabellone principale:
- Richard Gasquet
- Adrian Mannarino
- Giovanni Mpetshi Perricard
- Arthur Rinderknech

I seguenti giocatori sono entrati in tabellone con il ranking protetto:
- Pablo Carreño Busta
- Marin Čilić

I seguenti giocatori sono entrati nel tabellone principale passando dalle qualificazioni:

- Alejandro Davidovich Fokina
- Shang Juncheng
- Marcos Giron
- Lorenzo Sonego
- Corentin Moutet
- Quentin Halys
- Fabio Fognini

I seguenti giocatori sono entrati nel tabellone principale come lucky loser:
- Roberto Carballés Baena
- Miomir Kecmanović
- Zizou Bergs
- Christopher O'Connell
- Arthur Cazaux

#### Ritiri
Prima del torneo
- Félix Auger-Aliassime → sostituito da  Roberto Carballés Baena
- Pablo Carreño Busta → sostituito da  Christopher O'Connell
- Flavio Cobolli → sostituito da  Zizou Bergs
- Alejandro Davidovich Fokina → sostituito da  Miomir Kecmanović
- Novak Đoković → sostituito da  Alex Michelsen
- Sebastian Korda → sostituito da  Matteo Berrettini
- Jannik Sinner → sostituito da  Arthur Cazaux

## Partecipanti al doppio

### Teste di serie
| Nazione     | Giocatore         | Nazione     | Giocatore        | Ranking* | Testa di serie |
| ----------- | ----------------- | ----------- | ---------------- | -------- | -------------- |
| Spagna      | Marcel Granollers | Argentina   | Horacio Zeballos | 2        | 1              |
| El Salvador | Marcelo Arévalo   | Croazia     | Mate Pavić       | 7        | 2              |
| India       | Rohan Bopanna     | Australia   | Matthew Ebden    | 15       | 3              |
| Australia   | Max Purcell       | Australia   | Jordan Thompson  | 15       | 4              |
| Italia      | Simone Bolelli    | Italia      | Andrea Vavassori | 15       | 5              |
| Paesi Bassi | Wesley Koolhof    | Croazia     | Nikola Mektić    | 28       | 6              |
| Germania    | Kevin Krawietz    | Germania    | Tim Pütz         | 32       | 7              |
| Finlandia   | Harri Heliövaara  | Regno Unito | Henry Patten     | 32       | 8              |

* Ranking al 21 ottobre 2024.

### Altri partecipanti
Le seguenti coppie di giocatori hanno ricevuto una wildcard per il tabellone principale:
- Sadio Doumbia /  Fabien Reboul
- Arthur Fils /  Giovanni Mpetshi Perricard

Le seguenti coppie di giocatori sono entrate in tabellone con il ranking protetto:
- Pablo Carreño Busta /  Pedro Martínez
- Marin Čilić /  Ivan Dodig

Le seguenti coppie di giocatori sono entrate in tabellone come alternate:
- Ariel Behar /  Robert Galloway
- Francisco Cerúndolo /  Tomás Martín Etcheverry
- Lloyd Glasspool /  Adam Pavlásek
- Jamie Murray /  John Peers

#### Ritiri
Prima del torneo
- Aleksandr Bublik /  Karen Chačanov → sostituiti da  Jamie Murray /  John Peers
- Pablo Carreño Busta /  Pedro Martínez → sostituiti da  Lloyd Glasspool /  Adam Pavlásek
- Kevin Krawietz /  Tim Pütz → sostituiti da  Ariel Behar /  Robert Galloway
- Tomáš Macháč /  Casper Ruud → sostituiti da  Francisco Cerúndolo /  Tomás Martín Etcheverry

## Punti
| Evento             | V     | F   | SF  | QF  | 3T   | 2T | 1T | Q    | Q2   | Q1   |
| Singolare maschile | 1,000 | 650 | 400 | 200 | 100  | 50 | 10 | 30   | 16   | 0    |
| Doppio maschile    | 1,000 | 600 | 360 | 180 | N.D. | 90 | 0  | N.D. | N.D. | N.D. |

## Montepremi
| Evento    | V         | F         | SF        | QF        | 3T       | 2T       | 1T       | Q2       | Q1      |
| Singolare | 919 075 € | 501 880 € | 274 425 € | 149 685 € | 80 065 € | 42 935 € | 23 785 € | 12 185 € | 6 380 € |
| Doppio*   | 310 900 € | 162 490 € | 85 870 €  | 47 580 €  | 26 210 € | 13 930 € | 14 500 € | N.D.     | N.D.    |

*per team

## Campioni

### Singolare
Alexander Zverev ha sconfitto in finale  Ugo Humbert con il punteggio di 6-2, 6-2.
• È il ventitreesimo titolo in carriera per Zverev, il secondo in stagione e il settimo in un Master 1000.

### Doppio
Wesley Koolhof /  Nikola Mektić hanno sconfitto in finale  Lloyd Glasspool /  Adam Pavlásek con il punteggio di 3-6, 6-3, [10-5].